# 瞳閉じて
「瞳閉じて」（ひとみとじて）は、ZARDの36作目のシングル。

## 背景
表題曲は、フジテレビ系スポーツ番組『感動ファクトリーすぽると!』イメージ・ソングに起用され、タイアップから動画コメントが放送された。テレビ出演は、2000年の「Get U're Dream」のプロモーション以来3年ぶりである。
初回盤はブックケース仕様であり、歌詞カードには通常盤ジャケット写真の別テイクの写真が使われている。坂井の遺影にはこの時に撮影された別テイクの写真が使われている。当初、初回限定盤(品番：JBCJ-6002)と通常盤(品番：JBCJ-6003)の2形態での発売告知だったが、通常盤は発売中止となっている。

## 制作、音楽性

### 瞳閉じて
プロデューサーの長戸大幸と坂井泉水の2人で、大野愛果のデモのストックを数多く聴いた中にあった曲の1つで、その時の他のデモのうち数曲はアルバム『止まっていた時計が今動き出した』や『君とのDistance』に収録された。
本作のテーマは、前作「明日を夢見て」のテーマ「life＝生きている」からさらに男女の色香を足したものである。
スローテンポに始まるが、2番よりテンポアップし、ラストサビで半音上に転調する。間奏ではDIMENSIONの勝田一樹によるサックスソロが入る。コーラス参加は大野愛果、大田紳一郎。

### 愛しい人よ 〜名もなき旅人よ〜
この楽曲を選曲した理由は、少し古く懐かしい感じがしたからであるという。

## 収録曲
1. 瞳閉じて
作詞：坂井泉水
作曲：大野愛果
編曲：徳永暁人
2. 愛しい人よ 〜名もなき旅人よ〜
作詞：坂井泉水
作曲：岩井勇一郎
編曲：大賀好修
3. 瞳閉じて（Instrumental）
  - コーラスあり。

## 収録アルバム
- 止まっていた時計が今動き出した（#1）
- Brezza di mare 〜dedicated to IZUMI SAKAI〜（#1）
- ZARD Single Collection 〜20TH ANNIVERSARY〜（#1,2）